# I2P
 I2P  (sigla d' Invisible Internet Project , que significa projecte d'Internet invisible) és un programari lliure i gratuït que ofereix una xarxa anònima (implementada com una xarxa mixta) que permet la comunicació peer-to-peer resistent a la censura per a comunicacions entre ordinadors usant Internet. I2P realitza un protocol que permet una comunicació anònima entre diverses eines i aplicacions com correu electrònic anònim, missatgeria instantània o un anònim xat d'IRC entre d'altres. També es pot intercanviar fitxers com ara pel·lícules,  programari,  música, etc. Per raons de seguretat i anonimat, només es pot descarregar fitxers que es troben en I2P i no fora d'aquesta xarxa. I2P també disposa d'un messenger. I2P també té pàgines web, anomenades eepsites que es poden visitar i oferir de forma anònima. Les connexions anònimes s'aconsegueixen xifrant el trànsit de l'usuari (mitjançant xifratge d'extrem a extrem ) i enviant-lo a través d'una xarxa gestionada per voluntaris d'aproximadament 55.000 ordinadors distribuïts arreu del món. Donat l'elevat nombre de camins possibles pels quals pot transitar el trànsit, és poc probable que un tercer vigili una connexió completa. El programari que implementa aquesta capa s'anomena "encaminador I2P", i un ordinador que executa I2P s'anomena "node I2P". I2P és gratuït i de codi obert, i es publica sota múltiples llicències.
I2P serveix no només per descarregar fitxers, sinó també per a moltes altres coses. Pots expressar lliurement la teva opinió sense haver de témer que se sàpiga la teva identitat.

## Funcionament
I2P va començar el 2003 com una bifurcació de Freenet.
La xarxa està estrictament basada en missatges, com la IP, però hi ha disponible una biblioteca per permetre una comunicació en temps real fiable a sobre (similar al TCP basat en IO no bloquejants, tot i que a partir de la versió 0.6 s'utilitza un nou transport UDP segur i semifiable ). Tota la comunicació està xifrada d'extrem a extrem (en total, s'utilitzen quatre capes de xifratge en enviar un missatge) mitjançant l'encaminament d'alli, i fins i tot els punts finals ("destinacions") són identificadors criptogràfics (essencialment un parell de claus públiques), de manera que ni els remitents ni els destinataris dels missatges necessiten revelar la seva adreça IP a l'altra banda ni a observadors externs.
Tot i que molts desenvolupadors havien format part del Projecte IRC Invisible (IIP) i de les comunitats Freenet, existeixen diferències significatives entre els seus dissenys i conceptes. IIP era un servidor IRC centralitzat anònim. Freenet és un magatzem de dades distribuït resistent a la censura . I2P és una capa de comunicació distribuïda peer-to-peer anònima dissenyada per executar qualsevol servei d'Internet tradicional (per exemple, Usenet, correu electrònic, IRC, compartició d'arxius, allotjament web i HTTP o Telnet), així com aplicacions distribuïdes més tradicionals (per exemple, un magatzem de dades distribuït, una xarxa de proxy web que utilitza Squid o DNS). Tot i que I2P és descentralitzat, continua sent vulnerable al bloqueig basat en adreces per part de censors que operen només un petit nombre d'encaminadors. Un estudi del 2018 va mostrar que un censor podia bloquejar l'accés a més del 95% dels peers coneguts utilitzant només 10 encaminadors col·locats estratègicament.
Cada túnel està compost per una seqüència de nodes parells, els quals transporten la informació en un sentit unidireccional. Aquests túnels només existeixen per deu minuts cada un, després el túnel, o sigui la ruta que les dades prenen, canvia. Així no se sap ni d'on/de qui venen les informacions ni on van o per a qui són.
Òbviament, totes les informacions estan en clau així que ningú pot saber quines informacions estan sent transmeses.
Hi ha programes com iMule , I2Phex, I2P-bt, i2pSnark, un plugin per azureus entre altres... Cadascú pot crear la seva pròpia pàgina sense que ningú pugui saber qui és el propietari d'aquesta i la seva ubicació.
Per tenir-la accessible tot el temps, un ha de tenir el seu ordinador encès també tot el temps. Però això també dona més anonimat, perquè el trànsit d'altres que va per la teva màquina també cobreix les teves activitats. Però ja que no és com TOR on l'èxit node té més risc, I2P evita això amb ser només una xarxa interna sense exit nodes (nodes sortints)
Per accedir als eepsites: 
- Configura el teu navegador a fer servir el proxy 'localhost' port '4444 'per accedir als eepsites i cap proxy o tor per anar a pàgines del web' normal '.
- Per accedir al xat IRC, llança el teu programa preferit d'IRC i connecta amb server 'localhost' i port 6668 (si els has espificar per separat) o 'localhost: 6668' i vine a # I2P-help (irc://127.0.0.1:6668/#i2p-help) o # I2P-és (irc://127.0.0.1:6668/#i2p-es).

## Aplicacions

### I2P-Pot
I2P-Pot és un sistema de correu electrònic anònim i secret.
- Pàgina de I2P-Pot Arxivat 2021-03-05 a Wayback Machine. (accessible des de la capa principal d'internet, en anglès)

Tahoe-LAFS for I2P és un sistema d'emmagatzematge distribuït per I2P 
- Pàgina de Tahoe-LAFS for I2P Arxivat 2010-05-26 a Wayback Machine. (accessible des de la capa principal d'internet, en anglès)